# Nessuno è solo
A Nessuno è solo (magyarul: Senki sincs egyedül) Tiziano Ferro harmadik, 2006. június 23-án megjelent stúdióalbuma. Spanyol nyelvű változata a Nadie está solo címet viseli, s éppúgy, mint az olasz nyelvű, rövid idő alatt hatalmas sikert aratott: Argentínában és Spanyolországban a toplisták első helyét érte el, Kolumbiában, Venezuelában és Mexikóban viszont Top20 alá került, mivel Ferro azt a botrányos kijelentést tette, hogy Mexikóban képtelenség szép nőt találni, mivel mindegyikük bajuszos. Az év októberében egy mexikói tévéadásban bocsánatot kért.

## Az album dalai

### Olasz változat:Nessuno è solo
1. Mio fratello
2. Tarantola d'Africa
3. Ti scatterò una foto (3. kislemez)
4. Ed ero contentissimo (2. kislemez)
5. Stop! Dimentica (1. kislemez)
6. E fuori è buio  (5. kislemez)
7. E Raffaella è mia (4.kislemez)
8. La paura che…
9. Salutandotiaffogo
10. Baciano le donne (Biagio Antonacciral)
11. Già ti guarda Alice

### Spanyol változat:Nadie está solo
1. Tarántula de África
2. Te tomaré una foto
3. Y estaba contentísimo
4. Stop! Olvídate
5. Y está oscuro
6. Despidiendoteahogo
7. Y Raffaella es mía
8. El miedo que…
9. Baciano le donne (Biagio Antonaccival)
10. Già ti guarda Alice
11. Mio fratello
12. Mi credo (Pepe Aguilarval)